# Есфір
Цариця Есте́р або Есфі́р (івр. אֶסְתֵּר, дос. «Estēr», грец. Εσθήρ, англ. Esther МФА: [ˈɛstər] також Гадаса івр. הֲדַסַּה, дос. «мирт» та Айелет га-Шахар івр. אַיֶּלֶתּ הַשַּׁחַר, дос. «вранішня зірка») — головна дійова особа однойменної книги в Писанні та подій, пов'язаних з юдейським святом Пурим. Одна з відомих біблійних жінок.

## Історія Есфір
Естер (Есфір) була родичкою, а потім і прийомною дочкою, а, за одним із коментарів, можливо, й дружиною єврея Мордехая, який жив у Сузах і одного разу врятував життя перського царя Артаксеркса. Коли цар вибирав собі нову дружину, замість відкинутої ним горделивої цариці Вашті, вибір його впав на Естер. Вона була не тільки вродлива. Це була тиха, скромна, але енергійна і гаряче віддана своєму народу та своїй релігії жінка.
Піднесення юдейки порушило і заздрість, і злість у деяких придворних і особливо у Гамана-амаликитянина, який користувався владою з крайнім зарозумілістю і деспотизмом. Роздратований тим, що Мордехай ставився до нього без раболіпства, Гаман вирішив погубити не тільки його самого, але і весь його народ, і домігся згоди царя на видання указу про винищення євреїв.
Дізнавшись про це, Мордехай зажадав від Естер, щоб вона заступилася перед царем за свій народ. Мужня Естер під страхом втратити своє становище і життя, всупереч суворому придворному етикету, з'явилася до царя без запрошення і переконала його відвідати приготований нею бенкет, під час якого і звернулася до нього з проханням про захист. Дізнавшись у чому річ, цар наказав повісити Гамана на тій шибениці, яку він приготував було для Мордехая, а в скасування указу про винищення юдеїв розісланий був новий указ: про право юдеїв винищити тих, кого вони вважають своїми ворогами, при цьому ворогам юдеїв було заборонено чинити опір. У силу цього указу юдеї, зі зброєю в руках, повстали і вбили безліч ворогів (близько 70 тис. чол.), причому і десять синів Гамана зазнали однієї долі зі своїм батьком.
Гробниця Естер та Мордехая, за однією з версій, розташована у місті Гамадан (стародавні Екбатани) у сучасному Ірані.